# Ferrari 340MM

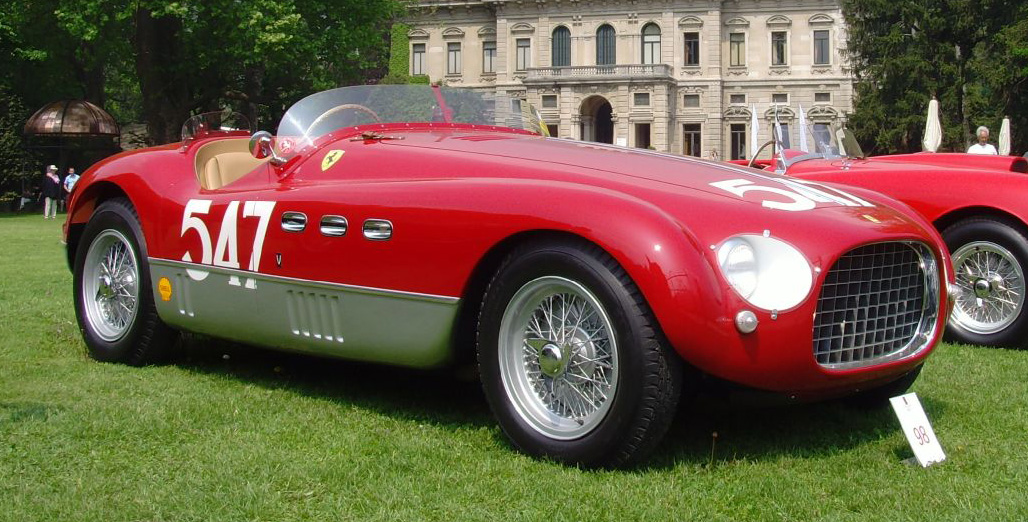
Der Ferrari 340MM mit der Originalstartnummer 547; Siegerwagen von Gianni Marzotto und Marco Crosara bei der Mille Miglia 1953

Der Ferrari 340MM war ein Rennsportwagen, der von 1953 bis 1959 bei Sportwagenrennen zum Einsatz kam.

## Entwicklung und Technik
Der 340MM war 1953 einer von vier Sportwagentypen, die die Scuderia Ferrari selbst einsetzte oder Privatfahrern zum Kauf anbot. Die 340MM waren offene Spider, deren wichtigstes Bauelement der 4,1-Liter-V12-Lampredi-Motor war. 3-Weber-Vierfachvergaser sorgten für die Gemischaufbereitung des Motors, der bei 6000/min eine Leistung von ca. 300 PS (220 kW) hatte. Im Laufe des Jahres kam es zu einigen Änderungen. Einige Motoren erhielten die einfacheren Weber-Doppelvergaser und das anfällige 5-Gang-Getriebe wurde durch eine 4-Gang-Variante ersetzt.
Zehn Fahrgestelle, alle mit Rechtslenkung, wurden bei Ferrari gebaut. Die Karosserien kamen von Pininfarina und Vignale.

## Renngeschichte
Sein Renndebüt gab der 340MM beim Giro di Sicilia 1953 gleich mit einem Rennsieg; am Steuer Luigi Villoresi.
Im Frühjahr 1953 fällte die FIA mit der Einführung der Weltmeisterschaft für Sportwagen eine weitreichende Entscheidung, um erstens die Vielzahl der Rennen unter ein Rennsystem zu stellen und zweitens ein Gegengewicht zur Weltmeisterschaft der Formel-1-Fahrzeuge zu schaffen. Während die Weltmeisterschaft der Monopostos stets den siegreichen Fahrer ehrte, sollte dieses neu geschaffene Championat ausdrücklich die Marke auszeichnen. Für die Gesamtwertung war es auch unerheblich, welches Rennteam die Fahrzeuge der jeweiligen Marke meldete – für die Scuderia ein Vorteil, fuhren doch viele Privatiers mit Ferraris.
1953 fanden sieben Wertungsläufe statt, davon fünf in Europa, einer in den USA und einer in Mexiko. Die Saison begann am 8. März 1953 mit den 12 Stunden von Sebring. Die Scuderia verzichtete auf einen Werkseinsatz auf dem schnellen, aber holprigen Flugplatz und überließ es vier privaten Teams die Marke zu vertreten. Bei der Mille Miglia, dem zweiten Wertungslauf, kam es zum zweiten Einsatz eines 340MM. Der Sieg ging zum sechsten Mal in Serie an Ferrari, Gianni Marzotto gewann für die Scuderia.
Der Auftritt bei den 24 Stunden von Le Mans endete für Ferrari tragisch. Der Amerikaner Tom Cole kam um 06:14 Uhr in der Früh mit seinem Ferrari 340MM eingangs der schnellen Maison-Blanche-Kurve von der Strecke ab, wurde beim folgenden Unfall aus dem Wagen geschleudert und starb noch an der Unfallstelle. Der 340MM von Ascari/Villoresi schied nach einem Getriebeschaden aus und Mike Hawthorn im dritten 340MM wurde wegen zu frühem Tanken disqualifiziert. Sein Teamkollege Giuseppe Farina kam nicht zum Fahren. Nur die Brüder Gianni und Paolo Marzotto absolvierten die 24 Stunden mit einem 340MM; sie wurden Gesamtfünfte.
In den Wochen vor dem Langstreckenrennen in Westfrankreich gab es zwei Erfolge mit einem 340MM. Der französische Privatfahrer Pierre Boncompagni, der seine Rennen unter dem Pseudonym Pierre Pagnibon fuhr, siegte beim 3-Stunden-Rennen von Algerien und dem Coupe de Printemps.
Nachdem die Scuderia bei den folgenden Weltmeisterschaftsläufen in Spa und auf dem Nürburgring den 375MM gemeldet hatte sowie an der Tourist Trophy und der Carrera Panamericana werksseitig nicht teilgenommen hatte, wurden die 340MM fast alle an weitere Privatfahrer- und Teams verkauft.
Bis 1959 wurden 340MM hauptsächlich bei US-amerikanischen Sportwagenrennen gefahren. Sterling Edwards siegte 1954 bei zwei Rennveranstaltungen, die zur SCCA-Meisterschaft zählten.